# Heinrich Dohrn

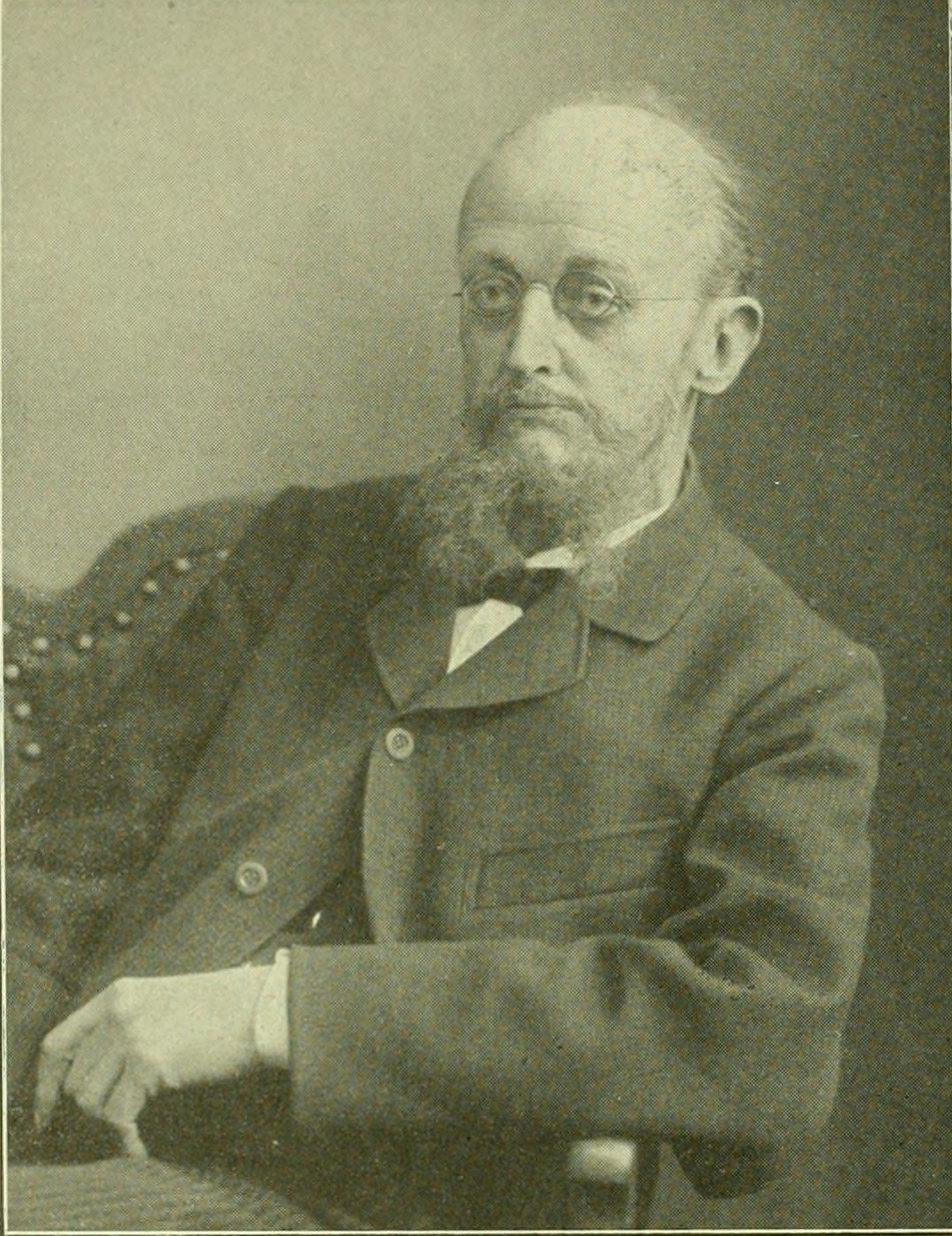
Heinrich Dohrn

Heinrich Wolfgang Ludwig Dohrn (* 16. April 1838 in Braunschweig; † 1. Oktober 1913 in Florenz) war ein deutscher Unternehmer, Zoologe und Politiker. Er war Mitglied des Deutschen Reichstags und Mitglied des Preußischen Abgeordnetenhauses und Stadtrat von Stettin.

## Leben
Heinrich Dohrn stammte aus einer wohlhabenden Stettiner Unternehmer- und Kaufmannsfamilie. Sein gleichnamiger Großvater Heinrich Dohrn war Mitbegründer der Pommerschen Provinzial-Zuckersiederei, sein Vater Carl August Dohrn war neben seiner beruflichen Tätigkeit ein bedeutender Entomologe. Heinrich Dohrn besuchte von 1856 bis 1861 die Universitäten Bonn, Zürich und Berlin zum Studium der Naturwissenschaften und promovierte 1861 zum Dr. phil. 1856 wurde er Mitglied der Bonner Burschenschaft Frankonia. Er unternahm umfangreiche Reisen, darunter von 1864 bis 1866 eine größere in Westafrika, wo er zoologische Forschungen betrieb, aber auf der Prinzeninsel erkrankte, wovon er sich zeit seines Lebens nicht völlig erholen sollte.

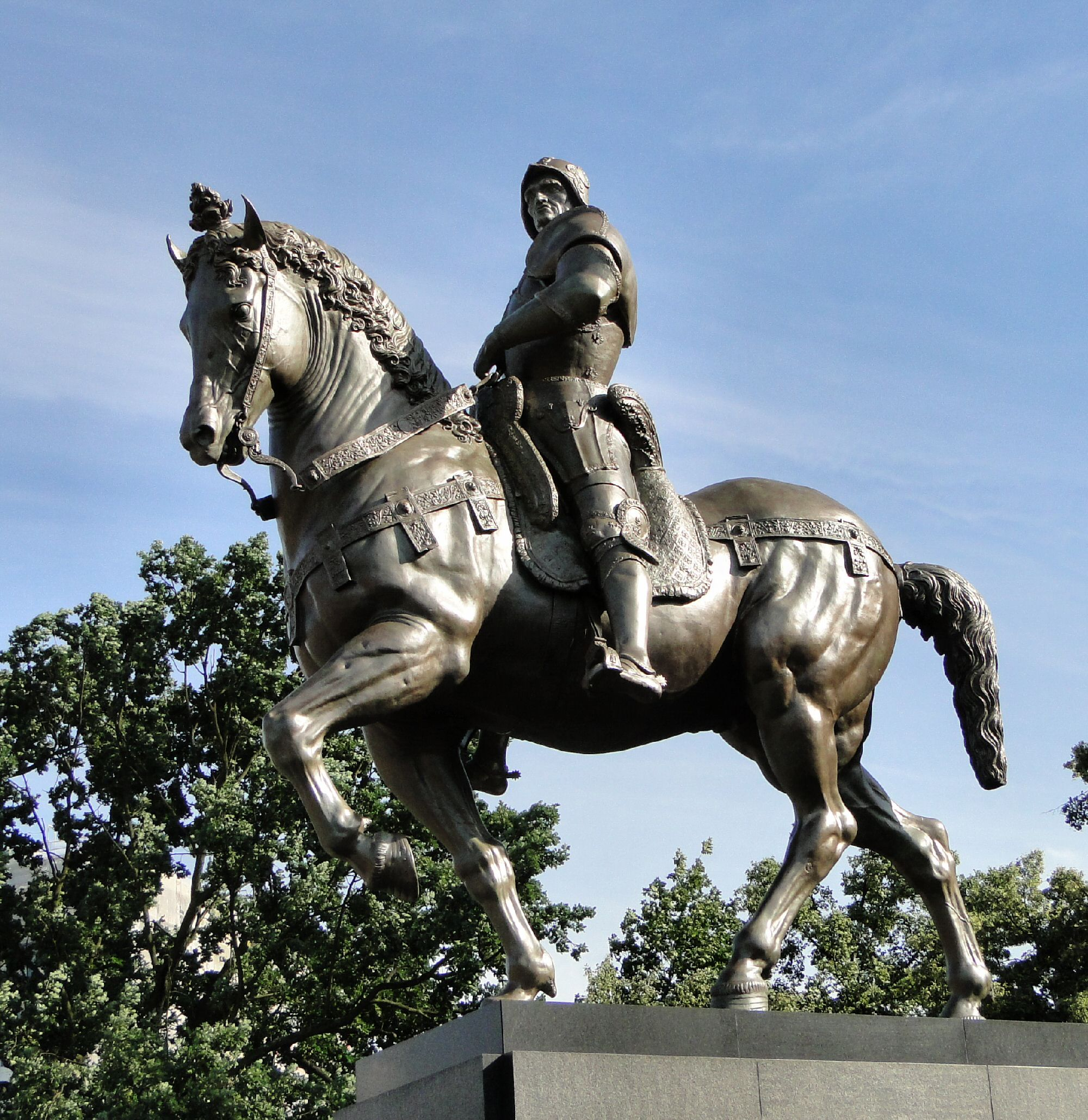
Von H. Dohrn veranlasste Replik des Colleoni-Reiterstandbildes von Andrea del Verrocchio in Stettin

Seit 1866 förderte er in Stettin öffentliche und kommerzielle Interessen. Er war 1870 Mitbegründer der Schifffahrtgesellschaft Baltischer Lloyd, die eine direkte Schifffahrtslinie nach New York einrichtete, aber bereits im August 1874 ihre operative Tätigkeit einstellen musste. 1872 gründete er den Verein zur Förderung überseeischer Handelsbeziehungen. Von 1879 bis 1913 war er im Aufsichtsrat der von seinem Großvater gegründeten Pommerschen Provinzial-Zuckersiederei tätig. Ferner war er einer der Initiatoren des 1913 gegründeten Städtischen Museums Stettin, wo er eine Antikensammlung anlegte.
Von 1869 bis 1878 und von 1890 bis zu seinem Tode war er als unbesoldeter Stadtrat in Stettin tätig, dazwischen von 1878 bis 1890 als Stadtverordneter. Seit 1904 war er Ehrenbürger von Stettin. Mitglied des Preußischen Abgeordnetenhauses war er von 1874 bis 1879 für Randow-Greifenhagen. Mitglied des Reichstages war er von 1874 bis 1878 und 1881 bis 1884 jeweils für den Wahlkreis Usedom - Wollin - Ueckermünde, sowie von 1890 bis 1893 für den Wahlkreis Schwerin - Wittenberge und von 1907 bis 1912 für Stettin-Stadt. Er wechselte dabei von der Nationalliberalen Partei, zur Liberalen Vereinigung, der Deutschen Freisinnigen Partei und letztlich zur Freisinnigen Vereinigung.
Heinrich Dohrn starb 1913 in Florenz auf einer Reise zu seinem Neffen Reinhard Dohrn, der in Neapel tätig war.
Er war wie sein Bruder Anton Dohrn (1840–1909) als Malakologe bekannt.